# Врх-Лашичі
Врх-Лашичі (хорв. Vrh Lašići) — населений пункт у Хорватії, в Істрійській жупанії у складі громади Вижинада.

## Населення
Населення за даними перепису 2011 року становило 38 осіб.
Динаміка чисельності населення поселення:

## Клімат
Середня річна температура становить 12,78 °C, середня максимальна – 26,42 °C, а середня мінімальна – -1,65 °C. Середня річна кількість опадів – 1041 мм.
| Клімат поселення                              | Клімат поселення | Клімат поселення | Клімат поселення | Клімат поселення | Клімат поселення | Клімат поселення | Клімат поселення | Клімат поселення | Клімат поселення | Клімат поселення | Клімат поселення | Клімат поселення | Клімат поселення |
| Показник                                      | Січ.             | Лют.             | Бер.             | Квіт.            | Трав.            | Черв.            | Лип.             | Серп.            | Вер.             | Жовт.            | Лист.            | Груд.            |                  |
| Середній максимум, °C                         | 9,26             | 10,15            | 13,29            | 16,63            | 21,76            | 25,79            | 26,42            | 26,14            | 21,62            | 16,88            | 11,76            | 8,54             |                  |
| Середня температура, °C                       | 3,80             | 4,70             | 7,84             | 11,18            | 16,29            | 20,34            | 22,74            | 22,44            | 17,92            | 13,17            | 8,06             | 4,85             |                  |
| Середній мінімум, °C                          | −1,65            | −0,76            | 2,38             | 5,73             | 10,85            | 14,88            | 19,03            | 18,75            | 14,22            | 9,49             | 4,37             | 1,16             |                  |
| Норма опадів, мм                              | 74               | 59               | 74               | 86               | 79               | 93               | 64               | 91               | 96               | 115              | 116              | 94               |                  |
| Середньомісячна швидкість вітру, м/с          | 2.13             | 2.38             | 2.51             | 2.52             | 2.28             | 2.19             | 2.14             | 2.10             | 2.13             | 2.34             | 2.38             | 2.30             |                  |
| Середньомісячна сонячна радіація, кДж/м²·день | 4487             | 7450             | 10744            | 15077            | 19251            | 20906            | 21993            | 18801            | 14018            | 8984             | 4939             | 3781             |                  |
| --------------------------------------------- | ---------------- | ---------------- | ---------------- | ---------------- | ---------------- | ---------------- | ---------------- | ---------------- | ---------------- | ---------------- | ---------------- | ---------------- | ---------------- |
| Джерело:                                      |                  |                  |                  |                  |                  |                  |                  |                  |                  |                  |                  |                  |                  |